# 구엘 공원

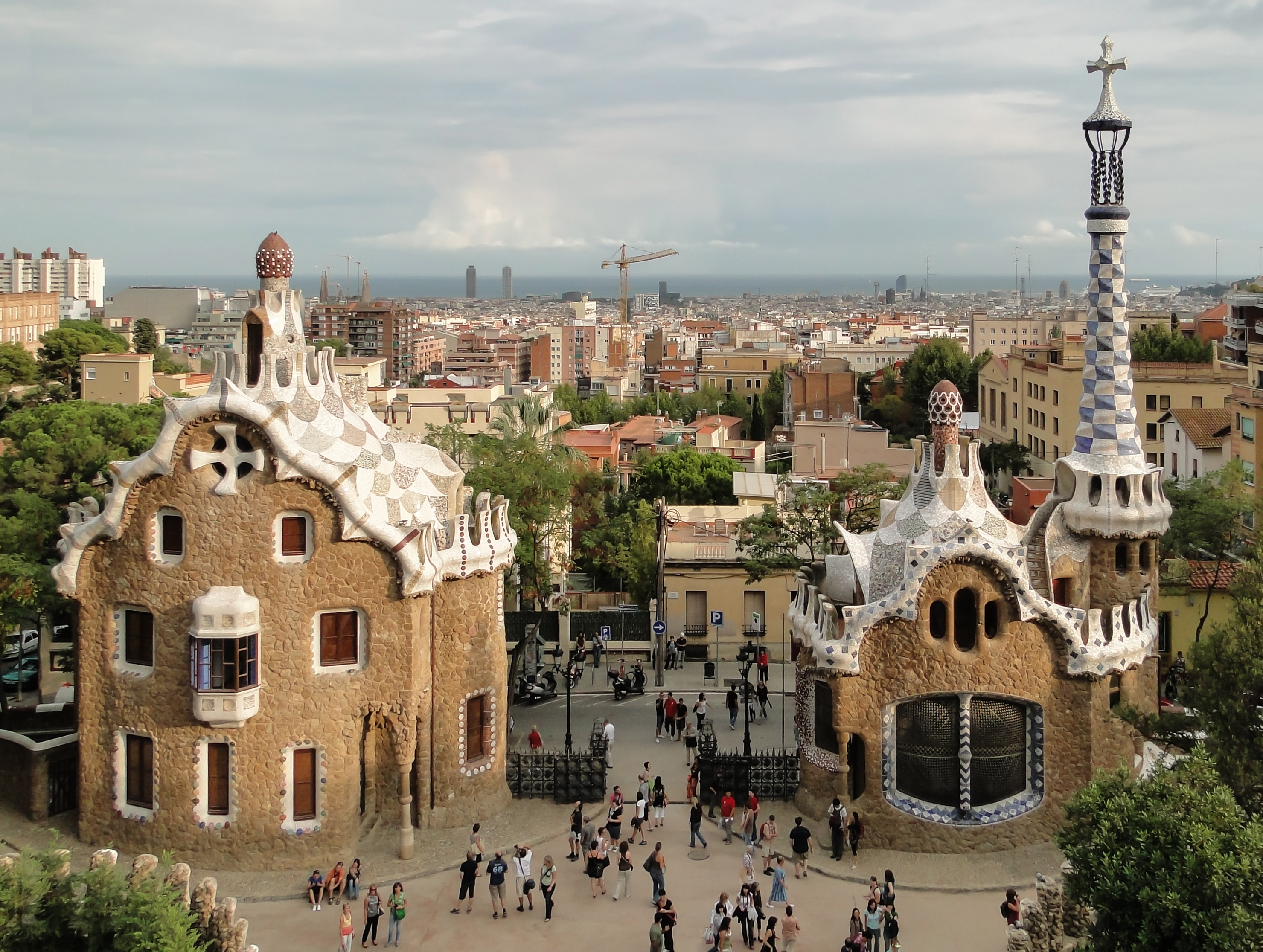
구엘 공원

구엘 공원(카탈루냐어: Parc Güell 파르크 구에이, 스페인어: Parque Güell 파르케 구엘[*])은 스페인 바르셀로나에 있는 공원이다. 1984년 유네스코 세계유산에 등록되었다. 안토니 가우디의 작품 중 하나이다. 카르멜 언덕 위에 있으며, 공용 공원과 초등학교가 위치해 있다. 에우세비 구엘을 기리기 위해 1914년에 완성되었다.
안토니 가우디의 경제적 후원자였던 구엘 백작이 평소 동경하던 영국의 전원 도시를 모델로 했다. 모자이크 장식 건축물들, 인공석굴 등에서 가우디가 좋아하던 곡선의 미를 잘 보여주는 건축물이다. 화려한 도시로 만들려 했으나, 자금 부족으로 미완성으로 남아있던 것을 1922년에 바르셀로나 시의회가 사들여 공원으로 바꾼 것